# Kelsang Gyatso
Ghesce Kelsang Gyatso Rinpoche (Yangcho Tang, 4 giugno 1931 – Manjushri KMC, 17 settembre 2022) è stato un monaco buddhista tibetano.

## I primi anni e la formazione
Nato nel Tibet orientale, fu chiamato Lobsang Chuponpa, e a otto anni, a seguito degli sforzi compiuti dalla madre che assecondò il suo desiderio di diventare monaco, entrò nel monastero Ngamring Ciampa Ling, ove fu ordinato novizio di scuola Gelug con il nome Kelsang Gyatso, ossia «Oceano di buona fortuna». Imparò a memoria il sutra del Buddha della Medicina, insieme a varie preghiere supplementari, dal momento che costituiva un impegno necessario in tale monastero e in seguito, a Jampaling, intraprese il percorso per diventare ghesce, superando due esami al Monastero di Tashilunpo. Concluse gli studi al Monastero di Sera Je, dove conseguì il titolo di ghesce. Tra i suoi compagni di residenza vi fu lama Yeshe.

## La fuga dal Tibet e l'arrivo in Gran Bretagna
Negli Anni Cinquanta la Repubblica Popolare Cinese occupò il Tibet, e nel 1959, con l'inasprimento del trattamento riservato ai monaci e all'aristocrazia, Kelsang Gyatso fuggì in India passando per il Nepal, e si stabilì a Buxaduar, in uno dei maggiori campi per profughi tibetani. Poco tempo dopo, il Primo ministro dell' India, Nehru, donò grandi appezzamenti di terreno nel sud del subcontinente agli esuli tibetani, e Kelsang Gyatso si trasferì a Mussoorie, dove insegnò e stette in ritiro spirituale per diciotto anni sotto la guida del suo principale maestro, il XVII Trijang Rinpoce.
Considerato da tutti, compreso il XIV Dalai Lama, come un grande studioso e meditatore, esperto di Lam Rim, nel 1977 ricevette l'invito di lama Yeshe a trasferirsi come maestro residente all'Istituto Manjusri, in Gran Bretagna, parte della sua Fondazione per la preservazione della tradizione mahayana. Accettò solo dopo due mesi, spronato da Trijang Rinpoce.
Sotto la sua guida, l'Istituto divenne un grande luogo di ritiri e meditazione, ma nel 1979 aprì un centro senza l'approvazione della Fondazione. Questo fatto, insieme all' approccio settario atto a favorire la sola tradizione Gelug che più volte sia lama Yeshe che il suo discepolo lama Zopa gli avevano più volte rimproverato, gli valse l'ordine di dimettersi, ma rifiutò sostenuto dalla maggioranza dei frequentatori inglesi dell'Istituto.

## La questione di Dorje Shugden e la New Kadampa Tradition
L'Istituto Manjushri rispose alla direzione della Fondazione uscendo dalla Fondazione per la preservazione della tradizione mahayana, e i vari tentativi di mediazione che seguirono fallirono. In breve, la situazione si aggravò a causa del divieto del XIV Dalai Lama di praticare il culto di Dorje Shugden, una discussa entità spirituale che secondo i devoti aveva il compito di proteggere gli insegnamenti di lama Tzong Khapa, e a cui la maggior parte dei Gelug era dedita evitando ogni minima apertura alle altre tre scuole tibetane, ossia Nyingma, Sakya e Kagyu, considerate inferiori e inefficaci. Lo stesso Dalai Lama ne era stato lungamente un seguace, ma negli Anni Settanta ne decise il divieto intuendone la natura settaria.
Divenuto cittadino britannico da tre anni, nel 1986 ghesce Kelsang Gyatso cominciò a trasmettere assiduamente ai discepoli britannici l'iniziazione di Dorje Shugden, e nel 1991 fondò la New Kadampa Tradition, che si espanse rapidamente in tutto il mondo, con duecento centri in quaranta Paesi, organizzando ritiri e seminari, e offrendo un programma di studi atto a beneficiare della meditazione e dagli insegnamenti del Buddha Śākyamuni pur senza diventare necessariamente buddhisti. Altro fronte su cui si impegnò notevolmente fu quello legato alle contestazioni contro il XIV Dalai Lama in occasione delle sue visite in Gran Bretagna e negli Stati Uniti d'America. Il Governo tibetano in esilio di Dharamsala da anni lo accusa di trarre profitto dalla compravendita degli insegnamenti buddhisti e di attirare dalla propria parte il maggior numero possibile di praticanti occidentali con la diffusione del culto di Dorje Shugden, facendo degenerare il Buddhismo tibetano in una redditizia professione e in un mucchio di superstizioni basate sul culto di spiriti maligni. Lo stesso Governo in esilio ha fatto notare che tra i monaci che ordina regolarmente e in grande numero vi sono quasi esclusivamente europei e statunitensi, più esposti a un'opera di lavaggio del cervello in quanto non tibetani e quindi all' oscuro delle origini e dei risvolti politici del culto di Dorje Shugden.

## Attualmente
Ghesce Kelsang Gyatso si ritirò nel 2009 dalla direzione della New Kadampa Tradition, ma continua ad insegnare con un certo successo in Occidente il Buddhismo tibetano, indipendentemente dalle sue ostilità verso il XIV Dalai Lama e la diffusione del culto di Dorje Shugden. Scrittore prolifico, ha pubblicato una serie di libri tradotti in molte lingue, in cui ha riassunto gli aspetti essenziali degli insegnamenti dei sutra e dei tantra. Tali testi rappresentano la base dei programmi di studio nei centri della New Kadampa Tradition nel mondo.
Fa parte di una coalizione internazionale di monaci e lama legati a Dorje Shugden, e insieme a lama Gangchen, lama guaritore residente a Milano popolare tra la gente di spettacolo e noto per avere molte amicizie e influenze in Cina, è tra i principali critici contro il Dalai Lama.

Il 19 settembre 2022, l'NKT ha annunciato la morte del Venerabile Geshe Kelsang Gyatso Rinpoche tramite il proprio sito Web e i social media. La loro dichiarazione recita:
"Il 17 settembre la nostra preziosa Guida Spirituale, il Venerabile Geshe Kelsang Gyatso Rinpoche, ha mostrato il modo di passare pacificamente alla chiara luce." 
La comunità del Kechara Forest Retreat e il sangha in visita dai monasteri di Shar Gaden, Serpom, Phelgyeling e Segyu hanno offerto una puja a Lama Chopa e molte offerte di candele dedicate al Ven. Il rapido ritorno di Geshe-la: "Avendo stabilito la Nuova Tradizione Kadampa, il Ven. Geshe Kelsang Gyatso è stato il padre spirituale di decine di migliaia di persone in tutto il mondo. Un vero maestro Kadampa, Geshe-la ha dedicato tutta la sua vita a sostenere le pure tradizioni di Je Tsongkhapa e Dorje Shugden, e il suo contributo al lignaggio non ha avuto eguali negli ultimi tempi." 